# Acantholimon butkovii
Acantholimon butkovii är en triftväxtart som beskrevs av Igor Alexandrovich Linczevski. Acantholimon butkovii ingår i släktet Acantholimon och familjen triftväxter. Inga underarter finns listade i Catalogue of Life.